# Pete Cosey
Pete Cosey (né le 9 octobre 1943 et mort le 30 mai 2012) est un guitariste de jazz fusion américain.

## Biographie
Il meurt le 30 mai 2012, à l'âge de 68 ans.

## Discographie

### Collaborations

#### AvecMiles Davis
- 1973 - The Complete Miles Davis at Montreux 1973-1991 : volume 1, Palais des congrès le 8 juillet 1973, first & second set.
- 1975: Agharta et Pangaea (1975)